# Lektor
Lektor (från latinets lector, "föreläsare") är en titel för lärare och liknande som internationellt används i starkt varierande betydelse.
I det antika Rom syftade det på en slav som läste högt för sin herre. Vanligtvis är det en form av lärare med en högre titel än adjunkt och en lektor har vanligtvis avlagt doktorsexamen. Ursprungligen användes ordet främst om lärare vid läroverk och folkskoleseminarier. Vissa utlandsfödda universitetslärare gick under benämningen "universitetslektorer", något som förekom vid universiteten i Uppsala och Lund men även i Köpenhamn, Berlin, Wien, Warszawa, Prag, London, Paris och Rom.
Numera är titeln vanligast inom högskola och universitet – högskolelektor respektive universitetslektor – men förekommer även inom gymnasium. En lektor vid ett gymnasium skall ha avlagt licentiat- eller doktorsexamen. Det kan ibland finnas lektorer även inom grundskola eller förskola.

## Evangelisk-lutherska kyrkan i Finland
Inom Evangelisk-lutherska kyrkan i Finland är en lektor en kvinnlig teolog som har tjänst inom en församling men som inte är prästvigd. Kyrkomötet grundade lektorstjänsten för kvinnliga teologer, då det 1963 förkastade förslaget om att införa kvinnor i prästämbetet. Tjänsten är till sin natur en undervisningstjänst. Motsvarande tjänst finns inte inom andra kyrkor.
År 1978 fick lektorerna rätt att predika med tillstånd av kyrkoherden, bistå präster vid nattvardsutdelningen och konfirmera. De kan också förrätta sjukkommunion.
Lektorernas speciella ansvarsområden är enligt kyrkoordningen kristen fostran, undervisning och själavård. Dessutom deltar hon i annat församlingsarbete.
Då prästämbetet öppnades för kvinnor 1986 prästvigdes merparten av församlingslektorerna. Samtidigt ändrades deras lektorstjänster till prästtjänster. Det finns fortsättningsvis några tiotals lektorstjänster i församlingarna, men de verkar småningom försvinna.